# Johnny Watkiss
John "Johnny" Watkiss, né le 28 mars 1941 en Angleterre, est un footballeur et entraîneur australien. Il évoluait au poste de défenseur.

## Biographie

### Carrière en équipe nationale
Johnny Watkiss est international australien à 31 reprises (1965-1974) pour 4 buts inscrits. Il participe à la Coupe du monde 1974, où il ne joue aucun match. L'Australie est éliminée au premier tour du mondial.